# Oritavancin
Az oritavancin (LY333328, Orbactiv) egy vankomicinszármazék, amit 2014-ben az amerikai FDA, majd 2015-ben az Európai Gyógyszerügynökség is engedélyezett bőr és a bőrfüggelék akut bakteriális fertőzéseinek (ABSSTI) kezelésében.
Gyors baktericid hatással rendelkezik a baktériumok sejtfalszintézisének gátlása, valamint a bakteriális membrán integritásának felszakítása révén. Fő tulajdonsága a kivételesen hosszú felezési ideje, ami lehetővé teszi az egyszeri dózisú alkalmazását .

## Történet
Az oritavancint az Eli Lilly and Company (Indianapolis, IN, USA) fedezte fel 1958-ban,, majd a fejlesztés az InterMune vállalathoz (Brisbane, CA, USA) került, ezután a The Medicines Company (Parsippany, New Jersey) által elvégzett fázis III. vizsgálatok vezettek az oritavancin 2014-es FDA engedélyezéséhez.

## Szerkezet
Az oritavancin egy második generációs lipoglikopeptid (hidrofób és hidrofil csoporttal is rendelkező) típusú antibiotikum. A természetes eredetű kloroeremomicin szintetikus származéka, a lipoglikopeptid csoportra jellemző heptapeptid vázzal rendelkezik. A kloroeremomicintől abban különbözik, hogy a diszacharid cukoregységhez egy 4’-klorobifenilmetil szubsztituens kapcsolódik. A vankomicintől abban különbözik, hogy a 6-os gyűrű aminosav egységéhez egy monoszacharid rész kapcsolódik.

## Hatásmechanizmus
A vankomicinhez hasonlóan baktericid hatással rendelkezik, mely során gátolja a transzpeptidációt a baktérium növekvő peptidoglikán láncának D-alanil-D-alanin egységéhez kötődve, ezáltal gátolják a sejtmembrán kialakulását. Ez a 4’-klórbifenilmetil oldalláncnak köszönhető. Az oldallánc továbbá depolarizálja a membránt és növeli a permeábilitását, ezáltal sejthalált okoz.
A fő tulajdonság, amely megkülönbözteti az oritavancint a vankomicintől a gyors, dózisfüggő baktericid hatás Enterococcus, Staphylococcus törzsek és S. pneumoniae ellen. Ez egy szokatlan hatás, amit még nem tapasztaltak más antibiotikumok esetében, mivel a vankomicin-indukált hatás viszonylag lassú és nem dózisfüggő. Oritavancin esetében azonban a dózis növelésével a baktériumpusztulás mértéke nő.

## Hatásspektrum
Az oritavancin in vitro erős hatással rendelkezik Gram-pozitív baktériumok ellen. A vankomicinnel megegyező hatásspektrummal rendelkezik, de néhány törzsre sokkal hatásosabb a vankomicinnél és hatásos vankomicinrezisztens törzsek ellen is. Hatásos Streptococcus pneumoniae, Streptococcus pyogenes, Streptococcus agalactiae, Streptococcus viridans törzsek, valamint penicillinérzékeny és -rezisztens S. pneumoniae ellen. A vankomicinhez hasonlóan hat Gram-pozitív anaerob törzsekre, és Clostridium difficile ellen is, valamint nagy jelentősége van meticillin-rezisztens Staphylococcus aureus (MRSA) fertőzés kezelésében is.

## In vitro hatás
Erős in vitro aktivitást mutatott vankomicinre rezisztens és fogékony Enterococcus ellen. Aktív VanA fenotípusú (vankomicin MIC > 4mg/l és teikoplanin MIC > 8mg/l) és VanB fenotípusú (vankomicin MIC>4mg/l és teikoplanin MIC ≤ 8 mg/l) Enterococcus ellen, szemben a dalbavancinnal és a telavanincinnal, amik csak a VanB fenotípus ellen hatásosak. Fontos megjegyezni, hogy az oritavancin hatásosságát és biztonságosságát nem igazolták Enterococcus-okozta fertőzések esetén (az akut bakteriális bőrfertőzések kivételével).
Az oritavancin minimális inhibítoros koncentrációja (MIC) a mikroorganizmusok növekedésének 90%-os gátlásához (MIC90) MRSA esetében 0,06 μg/ml, 50%-os növekedés gátlás (MIC50) esetében 0,03 μg/ml.

## Klinikai vizsgálatok
A hatásosságát két fázis III. klinikai vizsgálat igazolja (SOLO 1 és SOLO 2). Ezekben a vizsgálatokban az elsődleges eredmény a korai (48-72 órás) válasz: csökkent, vagy megszűnt a bőrléziók terjedése. Mellékhatásként oszteomielitisz és tályog kialakulása volt megfigyelhető. Hat oszteomielitiszes eset volt az oritavancinnel kezelt csoportban, szemben a vankomicinnel kezelt csoportban kialakult egy esettel.,
Egy 2017-es retrospektív adatbázis vizsgálatban minden olyan személy adatait tanulmányozták, akik 2015 júniusa és 2016 októbere között oritavancin kezelésen estek át a Northeast Georgia Health System (Inc, Gainesville, USA) intézményben. A vizsgálatban 67 kezelt személy vett részt. A vizsgálat célja az oritavancin hatásosságának megállapítása volt az FDA által előírt indikációban. Az oritavancint kapó 67 betegből 51-nél az elfogadott javallatnak megfelelő betegséget diagnosztizáltak. Az oritavancin hatásosnak bizonyult bőr és a bőrfüggelék akut bakteriális fertőzéseinek (ABSSTI) kezelésében, ami magába foglalja cellulitisz, bőrtályog és sebfertőzések kezelését. Az FDA által nem igazolt indikációkban, mint az oszteomielitisz és bakterémia, nem volt hatásos.
A második cél a kórházi újrafelvételek és a pénzügyi költségek vizsgálata volt. Kórházi újrafelvételre egy beteg esetében sem volt szükség, azonban 8 beteg esetén a tünetek súlyosbodása volt megfigyelhető, de ezek közül nem volt indokolt kórházi felvétel, másik orális kezeléssel (klindamicin, amoxicillin-klavulánsav, doxiciklin) hazaengedhetők voltak. Az egyszeri adagolású, kórházi felvételt nem igénylő oritavancin kezelést összevetve egy hagyományos ABSSTI kezeléssel, ami átlagosan 6,62 napig tartó kórházi felvételt igényel, ebben a tanulmányban az oritavancin kezelés több mint $650 000 megtakarítást jelent.

## Fontosabb mellékhatások
Az oritavancin gyengén gátolja a citokróm P450 enzimrendszert, ezért warfarinnal adva növelheti a vérzés kockázatát. Továbbá az egyszeri adagolást követően 5 napon (120 óra) keresztül megnyújthatja az aktivált parciális tromboplasztin időt (APTT), ezért az intravénás nem frakcionált heparinok együttes adása kontraindikált. Az oritavancin különféle in vitro laboratóriumi alvadási tesztek eredményeit is befolyásolja, azonban in vivo nem írtak le alvadási zavarokat. A szer nem befolyásolja az Xa faktor kromogén tesztet, a thrombin időt (TI-t), illetve a heparin indukálta thrombocytopenia (HIT) diagnosztizálásához használt tesztet sem.
További mellékhatásként felléphet oszteomielitisz és abszcesszus (tályog) kialakulása, melynek kockázata magasabb, mint vankomicinnel kezelt egyének esetében.,
Az enyhétől a veszélyes súlyosságig kialakulhat oritavancin indukált antibiotikum-asszociált kolitisz és pszeudomembranozus kolitisz.
Terhességben nem állnak rendelkezésre információk humán oritavancin kezeléssel kapcsolatban, állatkísérletekben nem volt toxicitás igazolható, azonban ellenjavallt az alkalmazása terhesség során, kivétel, ha a terápiás előny indokolja a kockázatot. Szoptatás során kiválasztódik az anyatejben, ezért a csecsemőkre nézve a kockázatot nem lehet kizárni, ebben az esetben az anyatejes táplálás vagy az oritavancin alkalmazásának felfüggesztése javasolt.